# Bahnhof Kikuna
Der Bahnhof Kikuna (jap. 菊名駅, Kikuna-eki) ist ein Bahnhof auf der japanischen Insel Honshū, der von den Bahngesellschaften Tōkyū Dentetsu und JR East betrieben wird. Er befindet sich in der Präfektur Kanagawa auf dem Gebiet der Stadt Yokohama, genauer im Bezirk Kōhoku-ku.

## Verbindungen
Kikuna ist ein Turmbahnhof, an dem sich zwei Linien auf unterschiedlichen Ebenen kreuzen. Es sind dies die Tōyoko-Linie der Tōkyū Dentetsu von Shibuya nach Yokohama und die Yokohama-Linie der JR East von Hachiōji nach Higashi-Kanagawa. Vom Verkehrsaufkommen her ist die Tōyoko-Linie die bedeutendere. Auf ihr halten sämtliche Eil- und Nahverkehrszüge (mit Ausnahme des S-Train), wobei tagsüber stündlich 13 bis 18 Züge und während der Hauptverkehrszeit bis zu 23 Züge angeboten werden. Sie werden an drei Stellen zu U-Bahn-Linien durchgebunden: in Shinjuku zur Fukutoshin-Linie, in Naka-Meguro zur Hibiya-Linie und in Yokohama zur Minatomirai-Linie.
Auf der Yokohama-Linie werden werktags zwischen 9 und 15 Uhr sowie an Wochenenden zwischen 9 und 17 Uhr stündlich drei Eilzüge angeboten, die von Hachiōji nach Higashi-Kanagawa und anschließend via Yokohama bis nach Sakuragichō verkehren. Ergänzt wird das Angebot durch Nahverkehrszüge zwischen Hachiōji und Higashi-Kanagawa sowie zwischen Hashimoto und Sakuragichō (jeweils dreimal stündlich), was sechs Verbindungen je Stunde ergibt. Zu den übrigen Tageszeiten entfallen die Eilzüge und werden durch Nahverkehrszüge ersetzt (fünf je Stunde am Abend, bis zu 15 während der Hauptverkehrszeit), wobei die Mehrzahl bis Sakuragichō durchgebunden wird (in einzelnen Fällen bis Ōfuna).
An der Straße vor dem östlichen Eingang befindet sich eine Bushaltestelle, die von einer Linie der Gesellschaft Kawasaki Tsurumi Rinko Bus bedient wird. Rund 200 Meter davon entfernt halten zwei weitere Buslinien des Verkehrsamts der Stadt Yokohama an der Präfekturstraße 2.

## Anlage
Der Turmbahnhof steht im namensgebenden Stadtteil Kikuna, der zum Bezirk Kōhoku-ku gehört. Von Osten nach Westen ausgerichtet ist der Hochbahnhof der Yokohama-Linie. Er besitzt zwei Gleise an einem vollständig überdachten Mittelbahnsteig. Treppen, Rolltreppen und Aufzüge stellen eine Verbindung zum nordöstlich davon gelegenen viergeschossigen Empfangsgebäude her. Er wird von beiden Bahngesellschaften geteilt und spannt sich in Form eines Reiterbahnhofs über die Tōyoko-Linie. Dieser ebenerdige Bahnhofteil besitzt vier Gleise an zwei teilweise überdachten Mittelbahnsteigen, die leicht in Richtung Südosten gekrümmt sind. Die Bahnsteige der Tōyoko-Linie sind im Norden zusätzlich über eine gedeckte Überführung erreichbar. Südlich des Bahnhofs befindet sich zwischen den Durchfahrtsgleisen ein Auszugsgleis, das gelegentlich zum Abstellen von Zügen verwendet wird.
Im Fiskaljahr 2018 nutzten durchschnittlich 193.224 Fahrgäste täglich den Bahnhof. Davon entfielen 139.166 auf Tōkyū Dentetsu und 54.058 auf JR East.

## Bilder

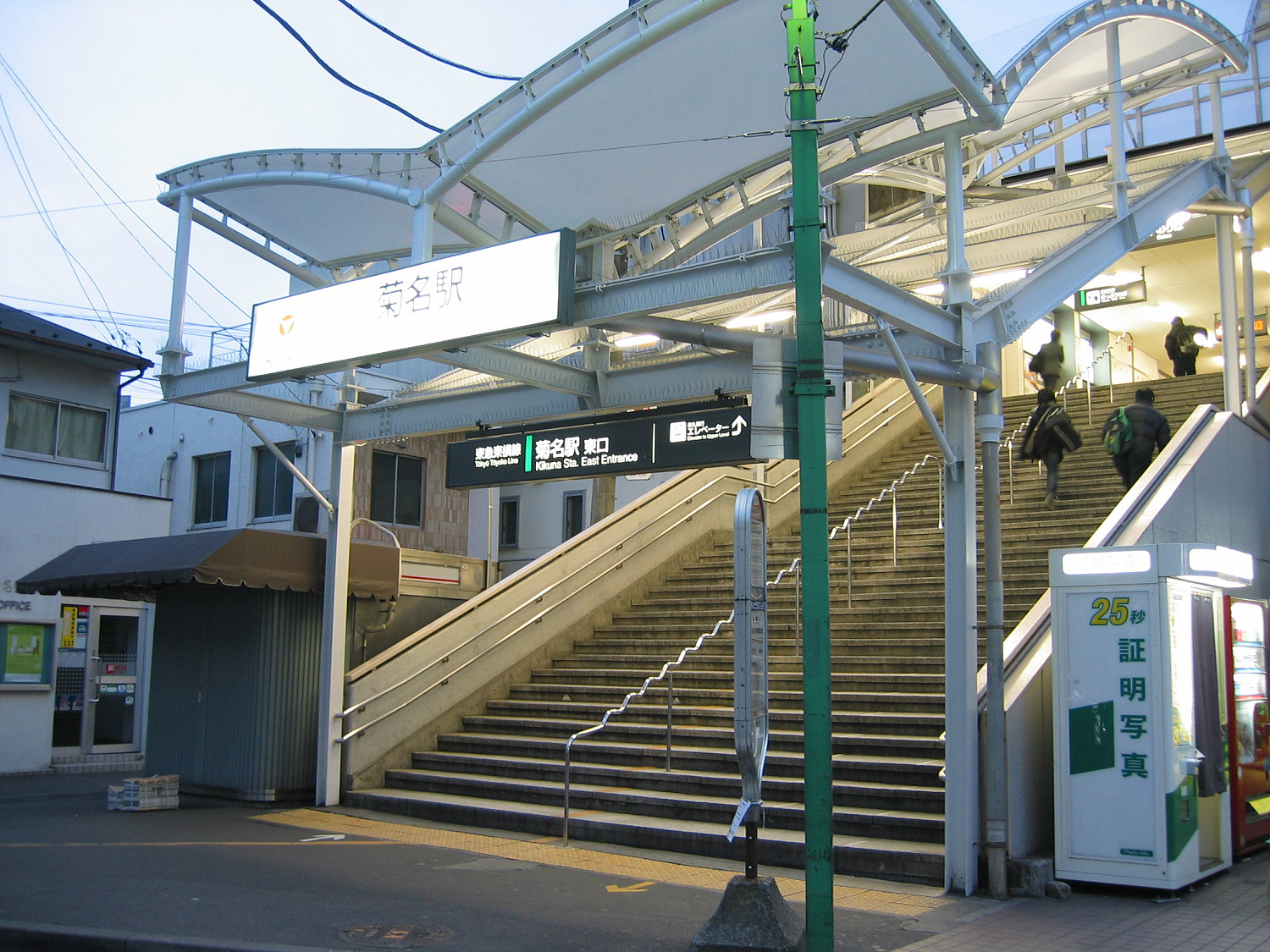
Osteingang
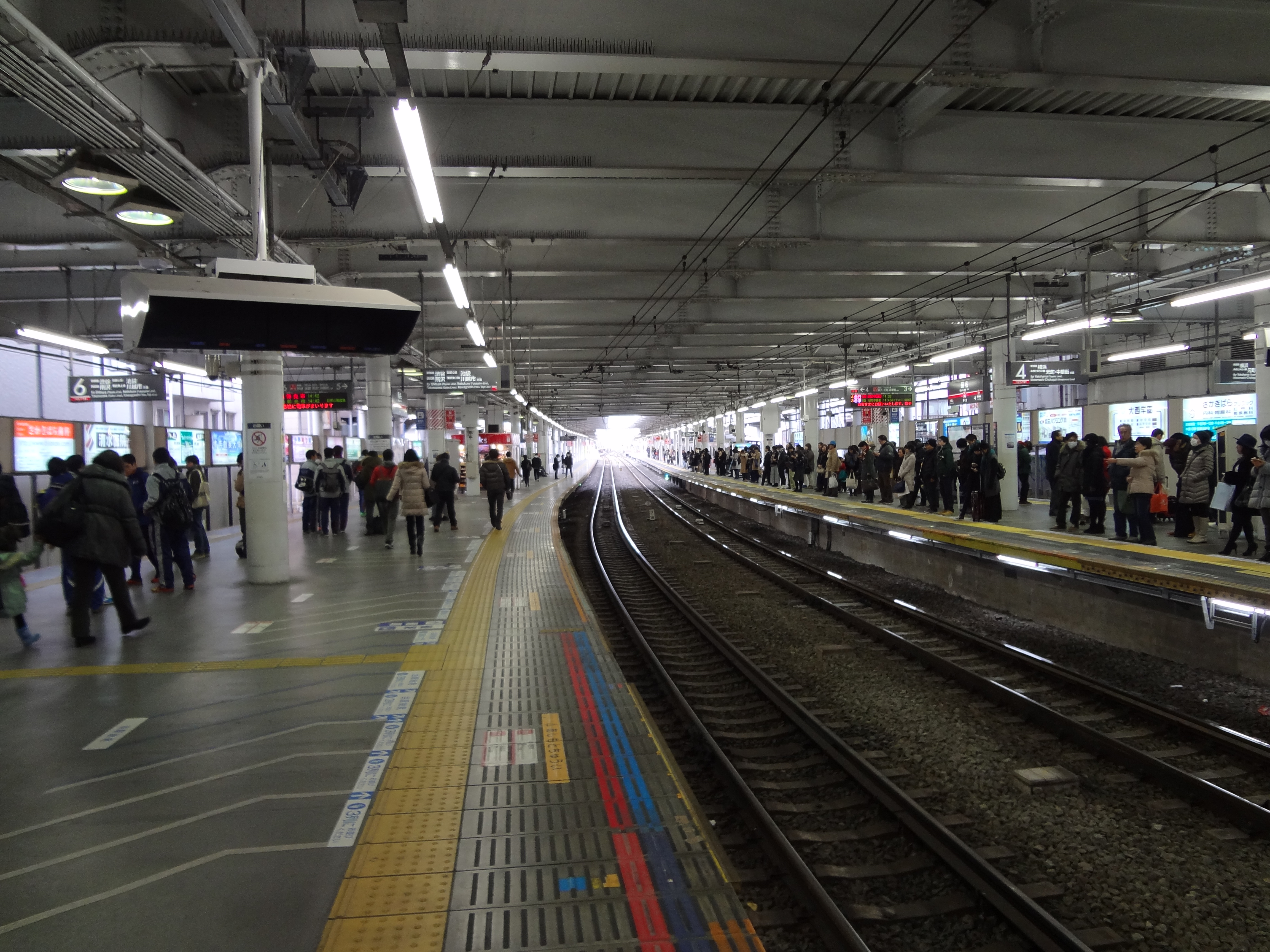
Bahnsteige von Tōkyū
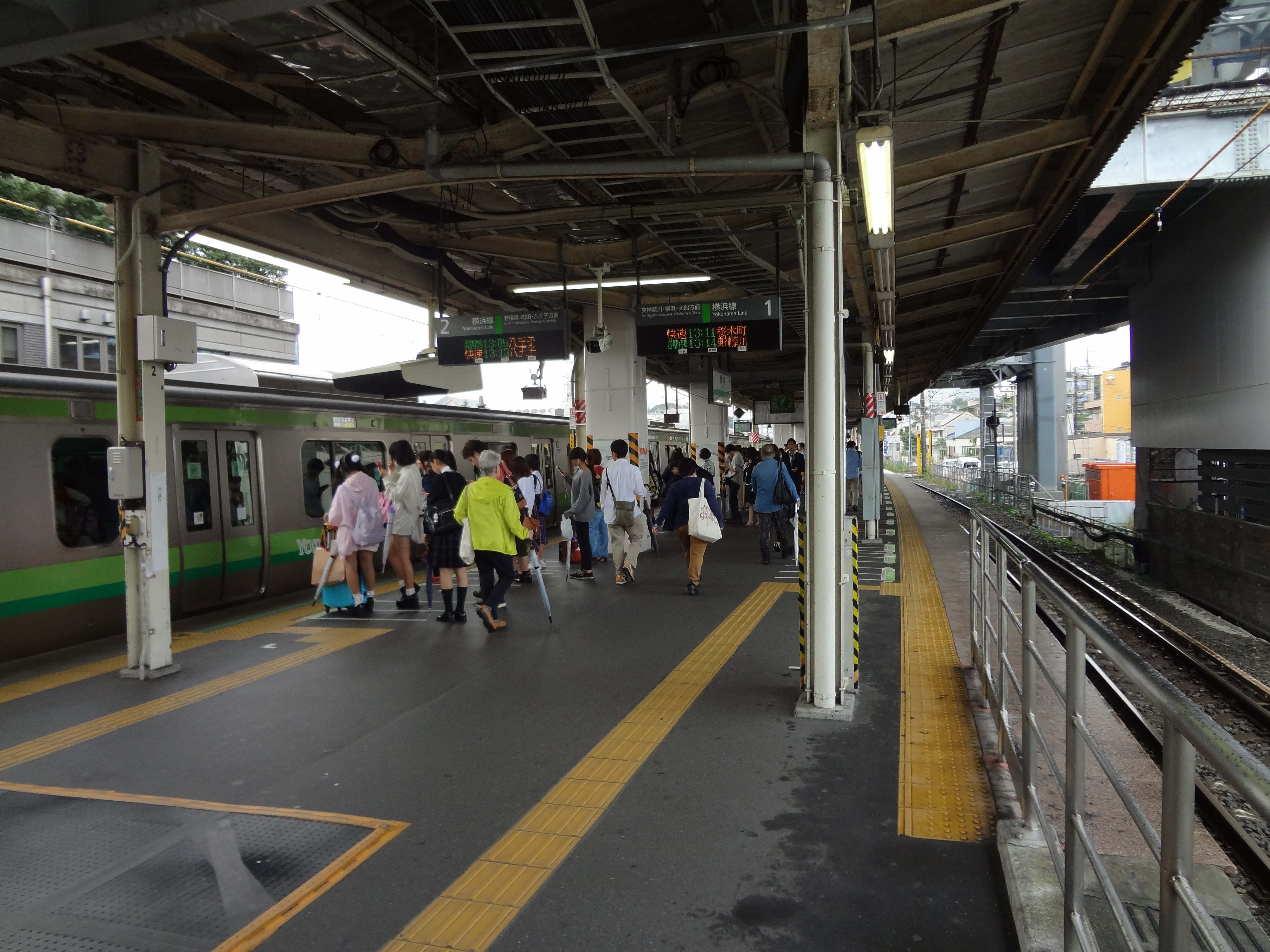
Bahnsteig von JR East
Bahnsteigsperren

## Gleise
JR East
| 1 | ▉ Yokohama-Linie | Higashi-Kanagawa • Yokohama • Sakuragichō |
| 2 | ▉ Yokohama-Linie | Machida • Hashimoto • Hachiōji            |

Tōkyū Dentetsu
| 3/4 | ▉ Tōyoko-Linie | Yokohama • Motomachi-Chūkagai                 |
| 5/6 | ▉ Tōyoko-Linie | Shibuya • Ikebukuro • Tokorozawa • Kawagoeshi |

## Linien
| Verlauf der Yokohama-Linie |
| --- |
| Higashi-Kanagawa • Ōguchi • Kikuna • Shin-Yokohama • Kozukue • Kamoi • Nakayama • Tōkaichiba • Nagatsuta • Naruse • Machida • Kobuchi • Fuchinobe • Yabe • Sagamihara • Hashimoto • Aihara • Hachiōji-Minamino • Katakura • Hachiōji |

| Verlauf der Tōkyū Tōyoko-Linie / Minatomirai-Linie |
| --- |
| Shibuya • Daikan-yama • Naka-Meguro • Yūtenji • Gakugei-daigaku • Toritsu-daigaku • Jiyūgaoka • Den’en-chōfu • Tamagawa • Shin-Maruko • Musashi-Kosugi • Motosumiyoshi • Hiyoshi • Tsunashima • Ōkurayama • Kikuna • Myōrenji • Hakuraku • Higashi-Hakuraku • Tammachi • Yokohama • ShinTakashima • Minatomirai • Bashamichi • ShinTakashima • Nihon-ōdōri • Motomachi-Chūkagai |

## Geschichte
Die private Bahngesellschaft Tōkyō Yokohama Dentetsu (eine Vorgängerin der Tōkyū Dentetsu ) eröffnete am 14. Februar 1926 den ersten Abschnitt der Tōyoko-Linie zwischen Tamagawa und Kanagawa, wozu auch der Bahnhof Kikuna gehörte. Da diese Strecke die seit 1908 bestehende Yokohama-Linie kreuzte, richtete das Eisenbahnministerium am 1. September 1926 einen eigenen Bahnhofteil ein. Im März 1927 kam ein Verbindungsgleis zwischen beiden Strecken hinzu, das bis September 1966 in Betrieb war. Am 1. April 1970 stellte die Japanische Staatsbahn den Güterumschlag ein.
Wiederholt war die Tōyoko-Linie von Überschwemmungen betroffen. Zur Lösung dieses Problems wurden die Trassen beider Strecken angehoben und die Tōyoko-Linie viergleisig ausgebaut. Ebenso errichtete die Tōkyū Dentetsu ein neues Empfangsgebäude und die Staatsbahn einen Mittelbahnsteig. Zum Ausbau, der am 27. Juli 1972 abgeschlossen war, gehörte auch Ausziehgleis für Notfälle auf der Tōyoko-Linie. Im Rahmen der Staatsbahnprivatisierung ging der Bahnhofteil an der Yokohama-Linie in den Besitz der neuen Gesellschaft JR East über. Vom 9. August 1988 bis zum 15. März 2013 nutzte die zur U-Bahn Tokio gehörende Hibiya-Linie den Bahnhof Kikuna als südliche Endstation für durchgebundene Züge. 1991 verlängerte die Tōkyū Dentetsu ihre Bahnsteige auf eine Länge von acht Wagen, wozu ein höhengleicher Bahnübergang unmittelbar am südlichen Ende durch einen Straßentunnel ersetzt werden musste.